# Phil Wagner
Phillip Clay Wagner, detto Phil (18 dicembre 1945), è un ex cestista statunitense, professionista nella ABA.

## Carriera
Venne selezionato dagli Atlanta Hawks al sesto giro del Draft NBA 1968 (75ª scelta assoluta).